# 無支配體制
無支配體制，又譯為無支配統治、無體制政體，政治學術語，一種政體形態。在這種政體下，政權不是由政治組織控制，而是分散在數個不同的精英群體中，這些群體彼此競逐權力。在非洲，索馬利亞、烏干達、奈及利亞、肯亞及辛巴威，都被歸類在無支配體制之下。在政治學中，無支配體制有時被認為是介於民主與獨裁政體之間的過渡型態，又可被譯為半民主、虛民主、非民主等。

## 字源與定義
在1950年，英國R. F. C. Hull在翻譯馬丁·布伯（Martin Buber）於1946年出版的著作《烏托邦之路》（Pfade in Utopia，Paths in Utopia）時，這個名詞首次出現在英語世界中。英語：，是利用古希臘文字根創造出來的英文單字，可以回推到古希臘語：（akratia），由古希臘語：（an，意為無、沒有）與古希臘語：（kratos，意為統治）所組成，其意義為「不是沒有政府，而是沒有人能主導政府」（not absence of government but absence of domination）。這個單字的創造，是為了與無政府（anarchy）作區分。
隨著在政治學上的運用，這個名詞被賦與不同的意義。根據Polity IV分類中的定義，當一個國家的政治分數不夠高，不能被列為是一個民主國家，但是也不夠低到足以被列為是獨裁政體，這個國家就會被列為無支配體制（Anocracy）。
國際警戒組織（International Alert）在2010年的出版品中，定義無支配體制（Anocracy）是「非獨裁，但也不是民主的國家，這些國家絕大多數都正面對著要過渡到成為獨裁統治或民主政體的危機之中」（countries that are neither autocratic nor democratic, most of which are making the risky transition between autocracy and democracy）。